# Schloss Gallingen

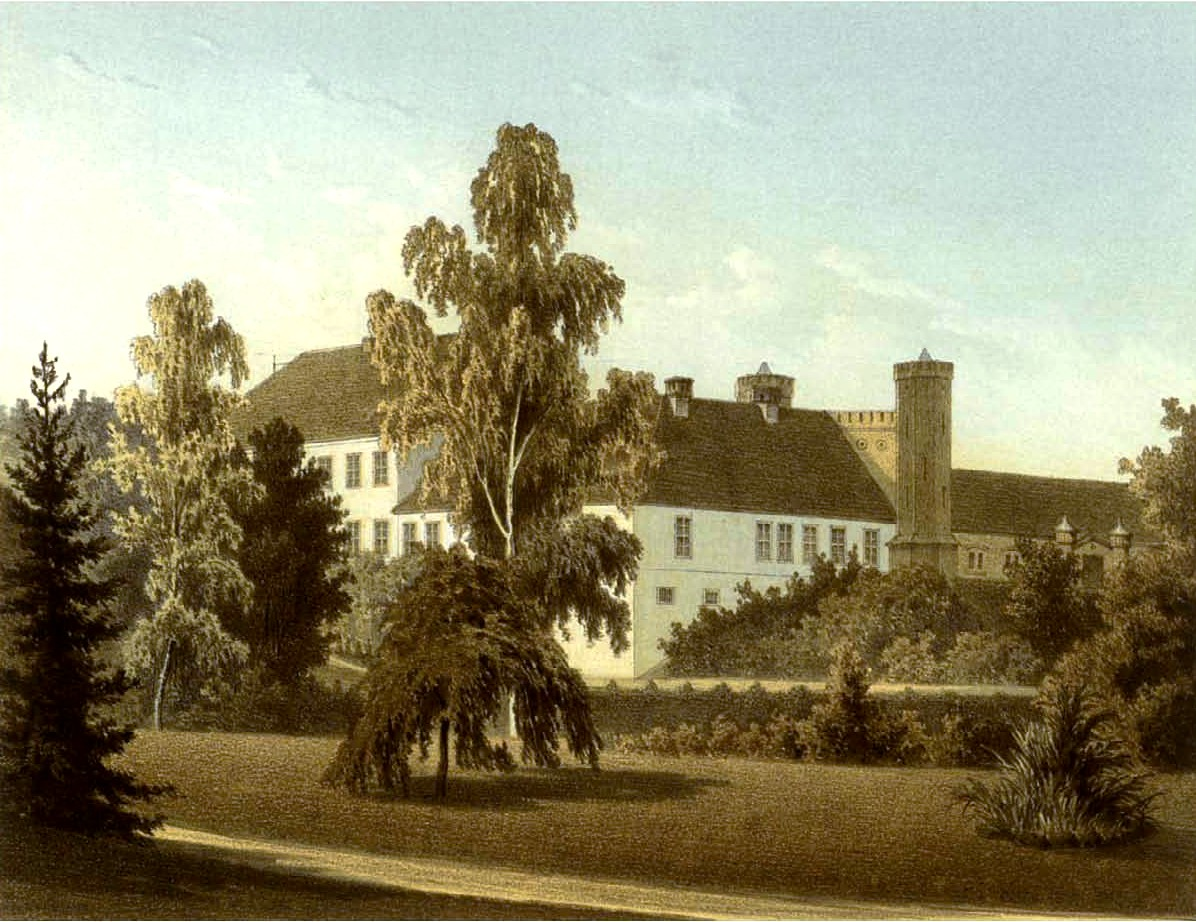
Gut Gallingen um 1860, Sammlung Alexander Duncker

Schloss Gallingen ist ein Schloss im polnischen Galiny im historischen Ostpreußen.
Der älteste Teil des heute erhaltenen Schlosses geht auf einen Bau zurück der von Botho von Eulenburg 1589 erbaut wurde. Der Bau war als zweigeschossiger Putzbau um einen u-förmigen Hof angelegt. Der Bau ist damit einer der wenigen gut erhaltenen Herrensitze aus dieser Zeit. Umbauten aus dem 19. Jahrhundert und von 1921 sind beseitigt worden.